# Lui, lei, l'altro
Lui, lei, l'altro è stato un programma televisivo italiano andato in onda su Rete 4 dal 1992 al 1994, condotto da Marco Balestri.

## Il programma
Portato all'esordio il 18 aprile 1992 su Rete 4 nella fascia preserale del sabato, alle 18.00, il programma era condotto da Marco Balestri e ideato e scritto da Fatma Ruffini, Tullio Ortolani, Belinda Bellotti e Franco Vallegiani. La trasmissione, che per la prima volta portava in TV una coppia separata ed il/la nuovo/a partner di uno dei due componenti (quindi mettendo a confronto l'amante e il/la tradito/a), fu ispirata da una delle rubriche dell'Oprah Winfrey Show, celeberrimo talk show televisivo degli Stati Uniti d'America in onda sulla ABC.
La trasmissione, evoluzione più estrema e spietata di un format in onda in quel periodo sempre sulla stessa rete, C'eravamo tanto amati condotto da Luca Barbareschi (anch'esso tratto da una rubrica dell'Oprah Winfrey Show, dove venivano esposti i problemi di una coppia in crisi, ma ancora unita), toccava argomenti a quei tempi poco discussi in televisione e considerati ancora tabù, come appunto la separazione, il divorzio, il tradimento, il triangolo amoroso, l'omosessualità e la bisessualità.
Ottenne un notevole successo di pubblico, portando Rete 4 ad ottenere l'ascolto record del 30% di share in fascia preserale, ma suscitò anche numerose critiche in merito alla veridicità delle storie, raccontate di fronte alle telecamere proprio dai diretti interessati, pescati tra la gente comune, per il linguaggio utilizzato, spesso verace e condito da parole pesanti, accuse ed insulti reciproci, e per gli argomenti trattati (considerati, soprattutto da parte del mondo cattolico, scabrosi ed assai poco edificanti).
La trasmissione terminò il suo ciclo due anni dopo, nel 1994, rivelandosi un embrione di ciò che poi sarebbe stato proposto, proprio a partire da quell'anno, in Stranamore.
A partire dal 2016, la trasmissione è riproposta in replica da Mediaset Extra.